# Arnošt Klimčík
Arnošt Klimčík   (Karviná, 24 de juliol de 1945 - 21 de març de 2015) fou un jugador d'handbol txecoslovac, que va competir durant les dècades de 1960 i 1970.
El 1972 va prendre part en els Jocs Olímpics de Múnic, on guanyà la medalla de plata en la competició d'handbol. En el seu palmarès també destaca una medalla d'or al Campionat del Món de 1967 i les lligues txecoslovaques de 1968 i 1972.